# Saint-Hilaire-en-Lignières
Saint-Hilaire-en-Lignières es una población y comuna francesa, situada en la región de  Centro, departamento de Cher, en el distrito de Saint-Amand-Montrond y cantón de Lignières.

## Demografía
| 867 | 785 | 650 | 572 | 534 | 523 |
| Para los censos de 1962 a 1999 la población legal corresponde a la población sin duplicidades (Fuente: INSEE [Consultar]) |     |     |     |     |     |